# Parancistrocerus acarophilus
Parancistrocerus acarophilus är en stekelart som beskrevs av Giordani Soika 1995. Parancistrocerus acarophilus ingår i släktet Parancistrocerus och familjen Eumenidae. Inga underarter finns listade i Catalogue of Life.